# Balanophyllia elliptica
Espèce
Statut CITES
Balanophyllia elliptica est une espèce de coraux appartenant à la famille des Dendrophylliidae. Selon la base de données WoRMS cette espèce correspond à Balanophyllia bairdiana Milne Edwards & Haime, 1848.